# Beuzevillette
Beuzevillette ist eine französische Gemeinde mit 612 Einwohnern (Stand: 1. Januar 2022) im Département Seine-Maritime in der Region Normandie. Sie gehört zum Arrondissement Le Havre und zum Kanton Bolbec.

## Geographie
Beuzevillette liegt etwa 28 Kilometer ostnordöstlich von Le Havre im Pays de Caux. Beuzevillette wird umgeben von den Nachbargemeinden Lanquetot im Norden und Westen, Bolleville im Nordosten, Trouville im Osten, Lintot im Süden und Südosten sowie Gruchet-le-Valasse im Südwesten.

## Bevölkerungsentwicklung
| 1962                      | 1968 | 1975 | 1982 | 1990 | 1999 | 2006 | 2013 |
| ------------------------- | ---- | ---- | ---- | ---- | ---- | ---- | ---- |
| 588                       | 590  | 624  | 687  | 717  | 650  | 698  | 677  |
| Quelle: Cassini und INSEE |      |      |      |      |      |      |      |

## Sehenswürdigkeiten
- Kirche Saint-Aubin aus dem 12. Jahrhundert
- Burg Le Feugrès aus der Mitte des 12. Jahrhunderts

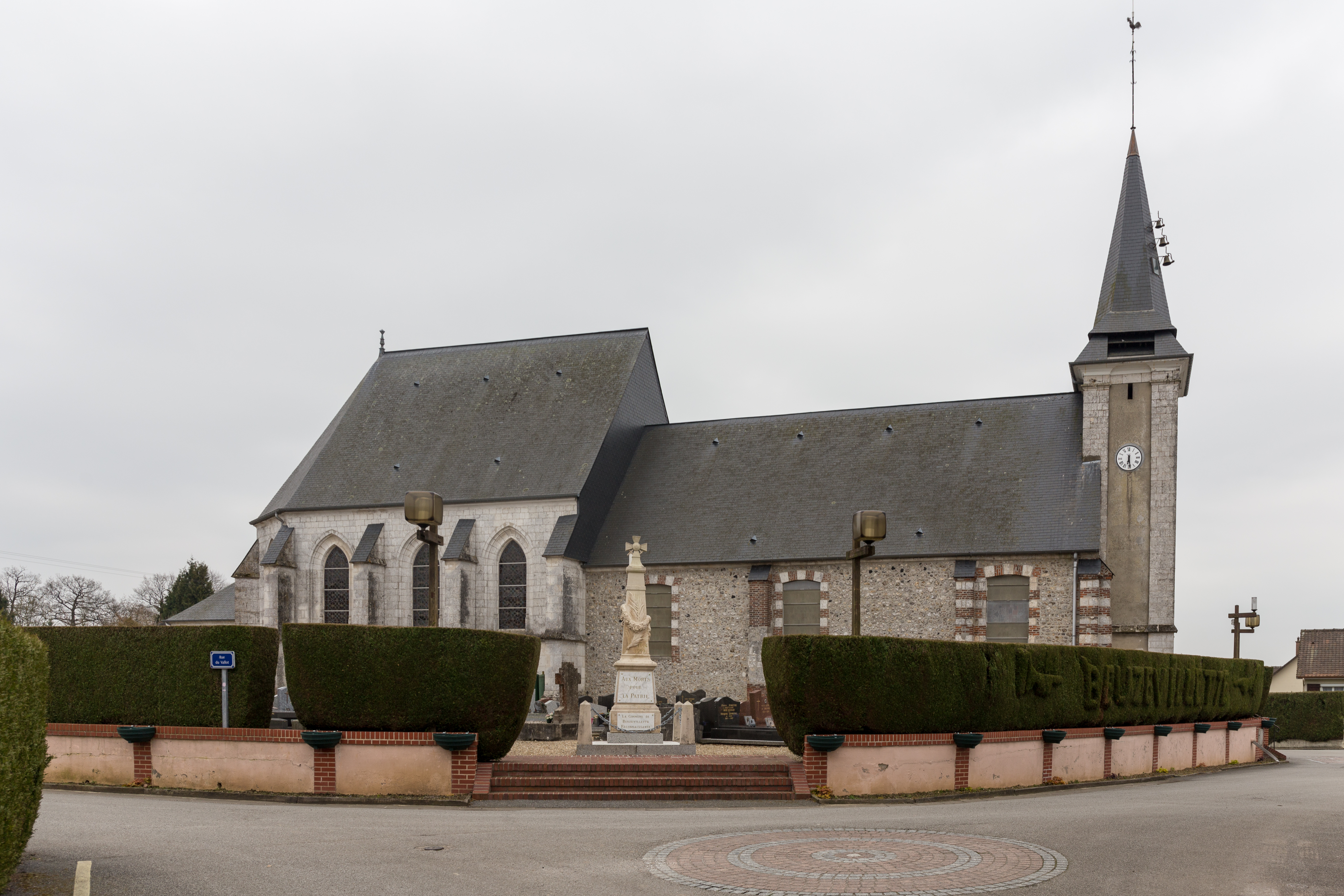
Kirche Saint-Aubin